# Volt

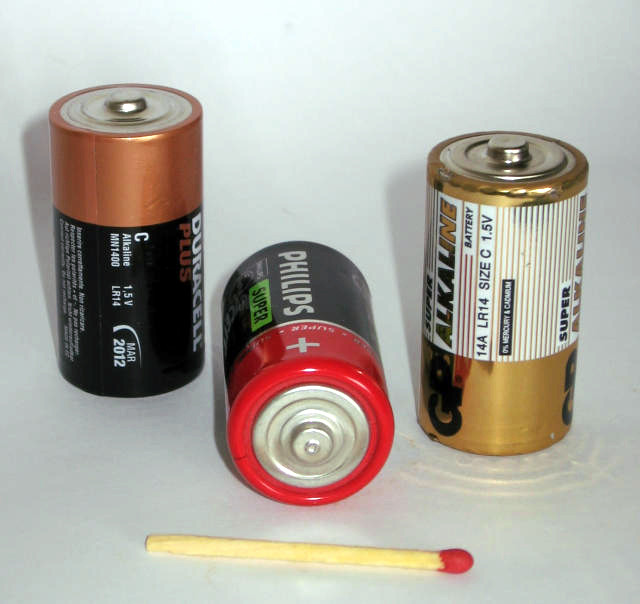
1,5 voltos, R14-es (Baby) elemek

Az elektromos feszültség jele az U, vagy más néven potenciálkülönbség, mértékegysége az SI-rendszerben a V (ejtsd: volt). Nevét Alessandro Volta (1745–1827) olasz fizikusról kapta. Az általa előállított Volta-elem feszültsége megközelítőleg 1 V. A napjainkban használt ceruzaelemek névleges feszültsége 1,5 V, a Magyarországon használt hálózati váltakozóáram effektív feszültsége 230 V.

## Definíciói
- A volt a joule és a coulomb hányadosaként értelmezhető. Ezt a definícióját elsősorban az elektrosztatikában használják.
- Két pont között 1 volt a feszültség/potenciálkülönbség, ha 1 coulomb átviteléhez 1 joule munkára van szükség.
- A volt a watt és az amper hányadosaként is felírható. Ezt a definícióját elsősorban az elektrodinamikában és elektrotechnikában használják.
- A volt kifejezhető az SI-alapegységekkel is.

{\displaystyle \mathrm {V={\frac {W}{A}}={\frac {J}{C}}={\frac {m^{2}\cdot kg}{s^{3}\cdot A}}} }.
A volt leggyakrabban használt törtrészei és többszörösei:
| Mértékegység | Jele | Átváltás           |
| ------------ | ---- | ------------------ |
| mikrovolt    | μV   | 1 μV = 0,000 001 V |
| millivolt    | mV   | 1 mV = 0,001 V     |
| kilovolt     | kV   | 1 kV = 1000 V      |